# أكسل نيلسن
أكسل نيلسن (بالإنجليزية: Aksel Nielsen)‏ هو مصرفي أمريكي، ولد في 11 يناير 1901، وتوفي في أكتوبر 1984.